# Альбрехт Унзельд
Альбрехт Отто Йоганнес Унзельд (нім. Albrecht Otto Johannes Unsöld; 20 квітня 1905 — 23 вересня 1995) — німецький астроном.

## Наукова біографія
Народився в Больгаймі. Освіту здобув у Тюбінгенському і Мюнхенському університетах, вчився у фізика Арнольда Зоммерфельда. У 1929 — професор фізики і астрофізики Мюнхенського університету, в 1930—1932 — професор Гамбурзького університету. З 1932 — професор теоретичної фізики, директор Астрономічного інституту та обсерваторії Кільського університету.
Основні наукові праці присвячені теорії зоряних атмосфер. У 1927 почав займатися теорією утворення ліній поглинання в спектрах зірок, досліджував вплив різних розширюваних механізмів на форму та інтенсивність ліній поглинання. У 1930 показав, що іонізація водню повинна сильно впливати на стабільність сонячної атмосфери. Знайшов, що в її глибоких шарах, де водень частково іонізований, мають розвиватися конвективні рухи, якими може пояснюватися спостережувана грануляція на поверхні, а також деякі явища сонячної активності. У 1932 розробив метод вагової функції для розрахунку інтенсивностей слабких фраунгоферових ліній і крил сильних ліній. Розрахував таблиці, що описують будову атмосфер Сонця і червоних гігантів. Розглянув теоретичні проблеми, пов'язані з дослідженням хімічного складу атмосфер Сонця і зірок, визначив вміст хімічних елементів в сонячній атмосфері та протуберанцях, вперше отримав надійні оцінки вмісту елементів в атмосфері гарячої зірки (τ Скорпіона). Виконав ряд робіт з радіоастрономії.
Автор фундаментальної монографії «Фізика зоряних атмосфер» (1-е вид. 1938, 2-е вид. 1955, рос. пер. 1949).
Медаль Кетрін Брюс Тихоокеанського астрономічного товариства (1956), Золота медаль Лондонського королівського астрономічного товариства (1957).
Астероїд 2842 Унзельд названий на його честь.

## Публікації
- Albrecht Unsöld Physik der Sternatmosphären mit besonderer Berücksichtigung der Sonne (Springer, 1955, 1968, and 1982)
  - Унзольд А. Физика звездных атмосфер. Перевод с английского. — Москва: Издательство иностранной литературы, 1949
- Albrecht Unsöld Max Planck (Hirt, 1958)
- Albrecht Unsöld Über die mittleren Zustandsgrössen und Spektren der Sternatmosphären in Abhängigkeit von ihrem Wasserstoff- und Heliumgehalt (Vandenhoeck & Ruprecht, 1958)
- Albrecht Unsöld Der neue Kosmos (Springer, 1967 and 1981)
  - Albrecht Unsöld The New Cosmos (Longmans, 1969)
- Albrecht Unsöld Sterne und Menschen: Aufsätze u. Voträge (Springer, 1972)
- Albrecht Unsöld Evolution kosmischer, biologischer und geistiger Strukturen (Wissenschaftliche Verlagsgesellschaft, 1981 and 1983)
- Albrecht Unsöld und Bodo Baschek Der neue Kosmos. Einführung in die Astronomie und Astrophysik (Springer-Verlag GmbH, 1991, 2001, and 2004)
  - Albrecht Unsöld und Bodo Baschek The New Cosmos (Heidelberg Science Library) (Springer-Verlag GmbH, 1991)
  - Albrecht Unsöld, Bodo Baschek, W.D. Brewer (Translator) The New Cosmos: An Introduction to Astronomy and Astrophysics (Springer, 5th Edition, 2005) ISBN 978-3-540-67877-9